# Gare d'Entrevaux
La gare d'Entrevaux est une gare ferroviaire française de la ligne de Nice à Digne (Chemins de fer de Provence), desservant le village d'Entrevaux, dans le département des Alpes-de-Haute-Provence, région Provence-Alpes-Côte d'Azur.

## Situation ferroviaire
La gare se situe au point kilométrique (PK) 64,856 de la ligne de Nice à Digne. Elle se trouve entre les gares de Puget-Théniers (Alpes-Maritimes) et celle d'Agnerc, lieu-dit appartenant à la Communauté de communes d'Entrevaux. C'est la première gare du département des Alpes-de-Haute-Provence sur le tracé du « Train des Pignes », autre nom de la ligne des Chemins de fer de Provence.

## Service des voyageurs

### Accueil
Au point de vue architectural, c'est un édifice relativement simple, avec un accueil, un bureau dans lequel on s'occupe de la vente, et un local. La gare se trouve à hauteur du village, avant le pont de Chalvagne. Il y a deux voies de chaque côté d'un porche abrité.